# Латвійський національний художній музей

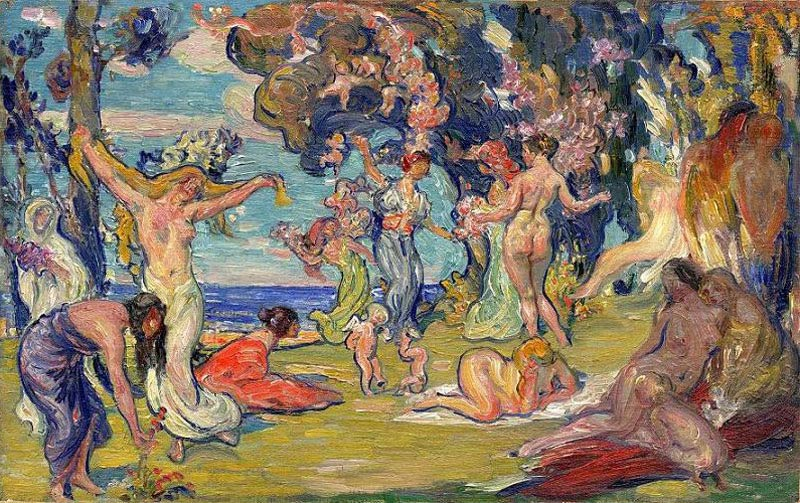
Arkādija, Janis Rozentāls, 1916

Латвійський Національний художній музей (латис. Latvijas Nacionālais mākslas muzejs) є найбільшим сховищем професійного мистецтва в Латвії. Заснований в  1869 році.

## Історія
До 1869 року, художні твори, гідні музейного зберігання, можна було побачити в експозиціях Музею  Хімзеляб в приміщенні Анатомічного театру та в міському Кабінеті мистецтв, розташованому над східним крилом колишнього Домського монастиря. 
В 1869 році, завдяки старанням комісії, під керівництвом члена Ризької ратуші Августа Генріха Холандера, в будівлі міської гімназії відбулося відкриття Ризької міської картинної галереї.
В 1872 у картинна галерея об'єдналася з Ризьким німецьким товариством заохочення мистецтв. Згодом була створена спільна експозиція розмістилася в будівлі  Ризького політехнікуму. В 1879 році обидві колекції переїхали в особняк члена Ризької ратуші Людвіга Вільгельма Керковіуса.
Для повноцінної музею виникла гостра потреба у власних приміщеннях. За рішенням міської ради, в районі  Еспланади було споруджено необарочна будівля Міського художнього музею (1903 - 1905). Його архітектор, відомий і авторитетний в наукових колах мистецтвознавець та історик Вільгельм Нейман, став першим директором музею.

## Колекція музею
З 2010 року до музею приєднані Музей зарубіжного мистецтва та Музей дизайну та декоративного мистецтва .
В ньому міститься більш ніж 52000 творів мистецтва, що відображають розвиток професійного мистецтва в Прибалтиці і в Латвії, з середини XVIII ст. до теперішнього часу.
В ньому містяться також роботи російської митецької школи від XVI ст. до першої половини XX століття.
В музеї регулярно проводяться художні виставки та наукові конференції, культурні заходи, бере участь у міжнародних проектах, випускає свої видання.
Латвійський національний музей мистецтв відомий своїми освітніми програмами. Відвідувачам пропонуються фахівці-екскурсоводи та різноманітні освітні програми.
Латвійський Національний художній музей розташований в двох будівлях в Ризі, обидва з яких є історично значущим. Будинок на вулиці Валдемара 10а був розроблений німецьким архітектором Вільгельмом Нейманом і побудований в 1905 році — це одна з найвражаючих історичних будівель на бульварі. Це була перша будівля в Балтії, що була побудована виключно для музею.

## Філії
- Виставковий зал Арсенал Латвійського Національного художнього музею
- Музей Романа Сути та Олександри Бєльцової (меморіальна квартира латвійських майстрів епохи класичного модернізму  Романа Сути і  Олександри Бєльцової)

## Див. Також
- Музей зарубіжного мистецтва (Рига)